# KEK Avillers

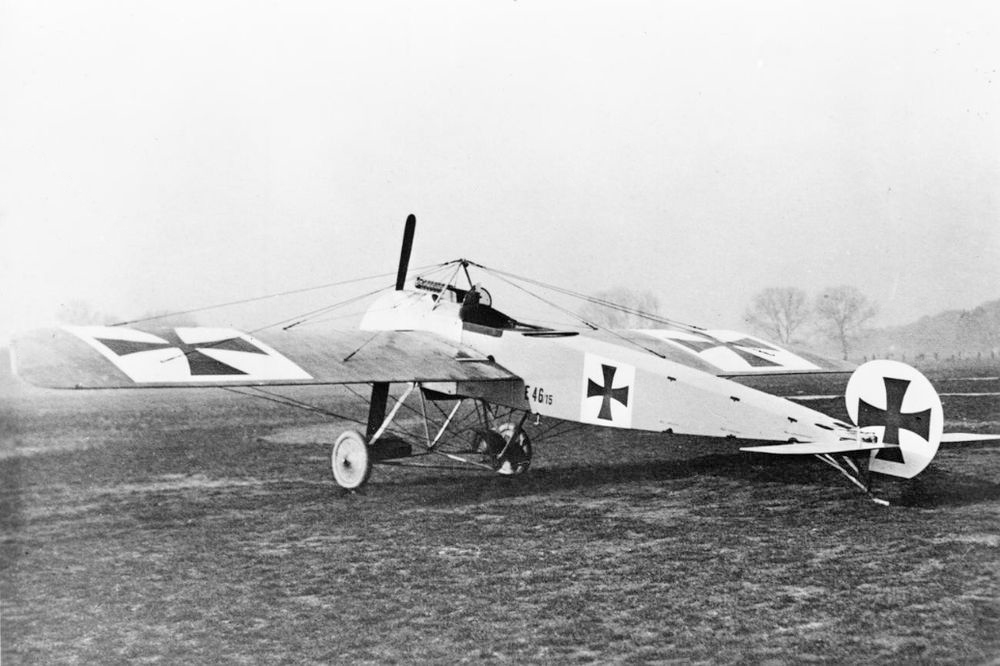
Fokker E.I – podstawowy samolot KEK Avillers w końcu 1915 roku

Kampfeinsitzerkommando Avillers – KEK Avillers później KEK Ost – jednostka lotnictwa niemieckiego Luftstreitkräfte z okresu I wojny światowej.

## Informacje ogólne
Jednostka została utworzona w bazie Avillers w Lotaryngii, w końcu 1915 roku jako kolejny z etapów reorganizacji lotnictwa. Składała się z kilku jednomiejscowych uzbrojonych samolotów głównie Fokker Eindecker. Jednostka brała czynny udział w walkach pod Verdun. Na początku sierpnia 1916 roku w kolejnym etapie reorganizacji lotnictwa niemieckiego na bazie tej jednostki w Béchamps utworzono eskadrę myśliwską Jasta 5.
W KEK Avillers służyli między innymi późniejsze asy myśliwskie: Hans Berr (łącznie 10 zwycięstw), Hans Karl Müller (łącznie 9 zwycięstw), Walter Kypke.
Głównymi samolotami używanymi przez pilotów KEK Avillers były Fokker E.I

## Dowódcy Eskadry
| Stopień   | Nazwisko  | Okres                  |
| --------- | --------- | ---------------------- |
|           |           | 1915                   |
| Porucznik | Hans Berr | x.xx.xxxx – 10.08.1916 |